# Monte Orfano
Il Monte Orfano, chiamato anche Mont'Orfano (in bresciano Mont’Òrfen), è un isolato rilievo prealpino che emerge dalla pianura al margine sud-occidentale della Franciacorta in Provincia di Brescia. È denominato generalmente con l'appellativo di monte nonostante la sua altezza di 452 metri.
È situato fra i comuni di Erbusco, Rovato e Cologne e Coccaglio. Il lato meridionale si presenta terrazzato, mentre quello settentrionale, in direzione dell'autostrada A4 è quasi disabitato.

## Caratteristiche geologiche
Il Monte Orfano, isolato nella pianura bresciana, delimita per 5,4 km il margine sud occidentale della Franciacorta, con una superficie di circa 4,8 km². Nel tratto tra Rovato e Coccaglio la larghezza del colle varia dai 400 m al chilometro in corrispondenza della croce di Erbusco e di quella di Cologne. Il crinale del rilievo ha profilo ondulato, dalla quota di 250 m circa del Convento di Rovato, alla quota di 452 m della sommità di Cologne.
Dall'indagine geoambientale del rilievo si evince come la formazione conglomeratica non si trova nella sua posizione iniziale, essendosi sollevata in età pliocenica durante l'orogenesi alpina. Il conglomerato è costituito da roccia sedimentaria ed elementi arrotondati (formazioni litologiche mesozoiche di Corna, Medolo, Selcifero lombardo, Maiolica e Scaglia) tra loro cementati per cui la roccia ha una elevata tenacità ed eccezionale durevolezza. Nel settore nord occidentale si notano nella parte alta tre intercalazioni: la superiore, costituita da banchi di arenaria e le altre due sono di natura marnosa e mostrano spessori dell'ordine del metro o poco più.
Il conglomerato del Monte Orfano è l'unica serie litologica di età OLIGOCENICA e Miocene Inferiore, (Ref. Int J Earth Sci (Geol Rundsch)
DOI 10.1007/s00531-009-0452-2) di origine marina della Lombardia, attestata anche da microfossili e da qualche macrofossile che permettono di identificare l'ambiente di sedimentazione di tipo litorale. I materiali della formazione sono da riferirsi in massima parte al bacino del Sebino, non si può del tutto escludere che una parte delle alluvioni siano state trasportate da un ramo fluviale laterale, proveniente dalla bassa Valle Trompia.
Il Monte è segnato da alcuni canali naturali di deflusso delle acque piovane, lungo le numerose ma modeste incisioni vallive dei versanti. Il ceppo è frequentemente interessato da pozzi carsici, grotte che si spingono a profondità varie e si trovano su tutte le colline della Franciacorta. Tra le grotte locali le più significative sono quelle presso il convento di S.Giacomo e la "Lacca" a Cologne.

## Storia
Per la sua felice posizione geografica il Monte Orfano è stato popolato sin dai tempi antichi: in vetta sono stati trovati resti di insediamenti difensivi risalenti al neolitico e in prossimità della chiesa di san Michele sono numerosi i cocci di ceramica nera rinvenuti e riferibili allo stesso periodo.
Dopo i Celti furono gli etruschi a insediarsi sull'Orfano, edificando nell'estremo sperone occidentale del monte (zona del Convento San Giacomo) una fortezza, utilizzata come base dal grosso delle forze stanziate nel territorio di Coccaglio. Quindi nel quinto secolo a.C. fu la volta dei Cenomani che modificarono il paesaggio con la costruzione di potenti bastioni in pietra e legna a difesa del territorio.
I romani poi ristrutturarono queste fortificazioni, rendendosi conto della notevole importanza strategica e militare del Monte: dove prima sorgeva la fortezza etrusca fu costruita una torre di avvistamento di cui ora rimane soltanto la base. Infine fu la volta dei Longobardi, la cui traccia più significativa è senza dubbio la suggestiva chiesa di San Michele.
Il nome del monte, invece, stando alle fonti risale al 795: secondo alcuni è dovuto al fatto che esso è isolato da altri rilievi, mentre secondo altri "Orfano" starebbe semplicemente a indicare un'altura montana, termine che ha un corrispettivo in altre lingue europee.
Strettamente legata alle vicende umane è anche la vegetazione del monte. Alle origini, infatti, l'Orfano era coperto principalmente da querce nella parte sud e da castagni a nord, le viti compaiono soltanto in periodo romano, mentre per i primi terrazzamenti bisogna arrivare al 1400. Venendo, invece, ai giorni nostri uno degli interventi più significativi (e discussi) è stata l'introduzione del pino nero.
Per la Franciacorta dovette essere sempre importante il centrale e boscoso Monte Orfano, un colle isolato ed esteso per circa 5 km al centro della Padania settentrionale, con una cima a 452 m s.l.m., osservatorio naturale dalla vastissima visibilità, del quale già i primi abitanti dovettero servirsi. Un'ampia rete di sentieri lo doveva già percorrere a varie quote sui due versanti e sulla cresta, congiungendo le aree destinate ad attività rurali, religiose e commerciali che restarono in attività fino a tutto il medioevo.
Era molto ricco di legname, come lo è ancora oggi. Le sue solide pietre furono utilizzate in numerose costruzioni militari, civili e religiose di tutta l'area fino a tempi molto recenti. Il Monte era indispensabile anche per presidiare la sottostante viabilità, sorvegliando una vasta area verso Milano, la pianura, Brescia, la Valcamonica e il Lago d'Iseo con gli sbocchi delle valli bergamasche.
Il Monte Orfano emerge da una fertile pianura, ed è caratterizzato su due versanti da emergenze particolari. A nord la Moia che raccoglieva le acque confluenti da Erbusco e dal versante settentrionale del Monte, con una notevole dimensione. Oggi è interamente interrata a causa dell'accumulo di fango e detriti e la sua diga naturale e artificiale Visnarda è stata completamente eliminata. A est si trovano il centro di Rovato, dominato dal castello che nei secoli ebbe altre dimensioni e caratteristiche, e il baluardo naturale e separato di S.Donato, area circondata da lagozze che scaricavano attraverso il Plos. Poco più a nord le importanti aree lacustri della fascia Paratico-Iseo-Timoline-Torbiato-Borgonato.
Ricchezza idrologica e fertilità di terreno furono valorizzate e organizzate per raggiungere pieno sviluppo con il monachesimo benedettino e cluniacese quando l'area agraria intermorenica e quella contigua della pianura furono divise in poderi.

## Monumenti e luoghi d'interesse
- convento dei frati servi di Maria, a Rovato, che lo gestiscono da quattrocento anni;
- monumento dedicato alla seconda guerra mondiale, a Rovato, con uno spazio gestito dagli alpini.